# Milutka
Milutka – struga dorzecza Wieprza, dopływ Wojsławki o długości 9,16 km. Wypływa na terenie wsi Drewniki w  Powiecie Zamojskim i płynie w kierunku północno-zachodnim. Mija po drodze wieś Czajki i w okolicach wsi Brzeziny wpada do Wojsławki.